# Il miracolo dell'amore
Il miracolo dell'amore è un film del 1922 diretto da Toddi.